# Manuela Dal Lago
Manuela Dal Lago (née le 10 août 1946 à Vicence) est une femme politique italienne, membre de la Ligue du Nord.

## Biographie
Manuela Dal Lago a été présidente de la province de Vicence de 1997 à 2007 puis députée de la XVIe législature de la République italienne entre 2008 et 2013.